# 块节凤仙花
块节凤仙花（学名：Impatiens pinfanensis）是凤仙花科凤仙花属的植物，为中国的特有植物。分布于中国大陆的重庆、贵州等地，生长于海拔900米至2,000米的地区，一般生长在林下以及沟边潮湿环境，目前尚未由人工引种栽培。

## 变种
- Impatiens piufanensis var. piufanensis
- Impatiens piufanensis var. villosa G.W.Hu, S.X.Ding & S.Peng, 2022，产地：湖北、湖南[1]